# Torrent d'en Pere Parres
El Torrent d'en Pere Parres és un barri de Terrassa del districte 5 o del Nord-oest, travessat pel torrent homònim, tributari de la riera del Palau. Té una superfície de 0,24 km² i una població de 5.783 habitants el 2021.
Està limitat al nord per l'avinguda de l'Abat Marcet, al sud pel passeig Vint-i-dos de Juliol (l'antiga via del ferrocarril Barcelona-Manresa de la RENFE), a l'est per la carretera de Rellinars (B-122) i a l'oest per l'avinguda de Josep Tarradellas.
Depèn de la parròquia de la Santa Creu, al barri de Sant Pere. La festa major és el segon diumenge de juliol.
Avui dia aquest barri compta amb dues associacions de veïns: l'AV Torrent d'en Pere Parres i l'AV Amics del Torrent d'en Pere Parres de Terrassa.

## Història
El barri està molt lligat al de Sant Pere, a l'altra banda de la carretera de Rellinars, del qual es va segregar al començament de la dècada del 1980, quan es va crear una associació de veïns. Les primeres cases es van edificar, precisament, prop de la carretera i al carrer de Miquel Àngel.
El nom prové del torrent que el travessa de nord a sud, el qual prové de la part septentrional de la ciutat, al pla del Bonaire per damunt de Can Roca, i desguassa a la riera del Palau, avui la Rambla d'Ègara, a l'alçada del Centre Cultural de la Caixa de Terrassa. El torrent, actualment urbanitzat, es correspon aproximadament amb el recorregut del carrer del Marquès de Comillas.